# Ménil-Lépinois
Ménil-Lépinois és un municipi francès situat al departament de les Ardenes i a la regió del Gran Est. L'any 2007 tenia 96 habitants.

## Demografia

### Població
El 2007 la població de fet de Ménil-Lépinois era de 96 persones. Hi havia 36 famílies de les quals 8 eren unipersonals (4 homes vivint sols i 4 dones vivint soles), 8 parelles sense fills, 16 parelles amb fills i 4 famílies monoparentals amb fills.
La població ha evolucionat segons el següent gràfic:
Habitants censats

### Habitatges
El 2007 hi havia 43 habitatges, 38 eren l'habitatge principal de la família, 1 era una segona residència i 4 estaven desocupats. 42 eren cases i 1 era un apartament. Dels 38 habitatges principals, 34 estaven ocupats pels seus propietaris, 2 estaven llogats i ocupats pels llogaters i 2 estaven cedits a títol gratuït; 1 tenia dues cambres, 2 en tenien tres, 4 en tenien quatre i 31 en tenien cinc o més. 28 habitatges disposaven pel capbaix d'una plaça de pàrquing. A 10 habitatges hi havia un automòbil i a 26 n'hi havia dos o més.

## Economia
El 2007 la població en edat de treballar era de 67 persones, 54 eren actives i 13 eren inactives. De les 54 persones actives 48 estaven ocupades (26 homes i 22 dones) i 6 estaven aturades (3 homes i 3 dones). De les 13 persones inactives 3 estaven jubilades, 5 estaven estudiant i 5 estaven classificades com a «altres inactius».
Activitats econòmiques
Dels 2 establiments que hi havia el 2007, 1 era d'una empresa de construcció i 1 d'una empresa de serveis.
L'únic servei als particulars que hi havia el 2009 era una fusteria.
L'any 2000 a Ménil-Lépinois hi havia 9 explotacions agrícoles que ocupaven un total de 1.305 hectàrees.

## Poblacions més properes
El següent diagrama mostra les poblacions més properes.